# СуперМакҐрубер
«МакҐрубер» (англ. MacGruber) — американський комедійний бойовик 2010 року, заснований на серії скетчів «SNL», які зі свого боку є пародією на пригодницький телесеріал «МакГайвер». Йорма Такконе з комедійного тріо "The Lonely Island" став режисером фільму, головну роль у якому зіграв Вілл Форте.

## Зміст
У фільмі "MacGruber" головний герой, МакҐрубер, колишній спецагент, повертається до служби, щоб зупинити злочинця Дітера фон Канта, що планує підірвати ядерну бомбу в США. МакГрубер утворює команду з кваліфікованою спеціалісткою Вікі та лейтенантом Пайпер, щоб відшукати та зупинити фон Канта перед тим, як буде занадто пізно.

## Ролі
- Вілл Форте — МакҐрубер;
- Крістен Віг — Вікі Глорія Сент-Ельмо
- Раян Філліпп — лейтенант Діксон Пайпер
- Вел Кілмер — Дітер фон Кант;
- Мая Рудольф — Кейсі Фіцпатрік
- Пауерс Бут — полковник Фейт
- Кріс Джеріко — Френк Корвер
- Монтел Вонтевіус Портер — Вернон Фрідом
- Великий Калі — Таг Фелпс
- Біг Шоу — Брік Г'юз
- Кейн — Танкер Лутц
- Марк Генрі — Тут Бімер
- Мішель Вотерсон — дівчина в клубі

## Реакція критики
На веб-сайті агрегатора рецензій Rotten Tomatoes 48% із 152 відгуків критиків є позитивними із середнім рейтингом 5,2/10. Консенсус веб-сайту звучить так: 
```
Він надто часто видає шок-контент фільму за справжній гумор, але MacGruber кращий за багато інших фільмів SNL – і кращий, ніж він, мабуть, повинен бути».
[
1
]
```

Metacritic, який використовує середньозважену оцінку, призначив фільму оцінку в 43 зі 100, на основі 24 критиків, вказуючи на «змішані або середні» відгуки.Глядачі, опитані CinemaScore, дали фільму середню оцінку «C–» за шкалою від A+ до F.Джон ДеФор з The Hollywood Reporter вважає, що фільм є «цілком одноразовим, але цікавим».Пітер Треверс з Rolling Stone похвалив «беззастережну прихильність» режисерського стилю Такконе, водночас оцінивши гру Форте як «заразливу».Тай Берр з газети Boston Globe вважає фільм «набагато кращим, ніж він мав би бути», критикуючи його «самовпевненість» і велику кількість туалетного гумору. З іншого боку, Ендрю Шенкер з Slate Magazine вважає, що "МакҐрубер" найкраще проявляє себе у своїй вульгарності, коли його матюкливий і по суті божевільний герой вільний віддаватися своїм типовим розпусним витівкам".
А. О. Скотт з The New York Times назвав це «фільмом, що ставить філософське питання, фундаментальне для нашого дослідження, а саме: «Чому це існує?». Ендрю Пулвер з The Guardian відгукнувся так само негативно, зазначивши: "Лише найменший натяк на розвагу можна знайти в цьому безнадійному витвору конвеєра, яким є Saturday Night Live." Ліза Шварцбаум з Entertainment Weekly назвала це "бридким викиднем у всіх сенсах цього слова - 90 хвилин талановиті актори роблять та говорять дурниці, в гонитві за невловимим сміхом»